# Strix woodfordii
El cárabo africano (Strix woodfordii) es una especie de ave de tamaño medio, perteneciente a la familia Strigidae.  Es un búho de 30 a 36 cm de largo y pesa 240 a 350 gramos. Vive en África. Vive principalmente en bosques y tierras arboladas aunque a veces habita en las plantaciones. Se alimenta de insectos en su mayoría, pero también se alimenta de reptiles, pequeños mamíferos y otras aves. Se reproduce a partir de julio a octubre y establece 1-3 huevos en un hueco en un árbol. A continuación, se incuban los huevos durante 31 días. Cinco semanas después de la eclosión de los huevos, los jóvenes abandonan el nido y puede volar después de 2 semanas. Los jóvenes permanecen con los padres durante unos cuatro meses y, a veces se mantendrán con ellos hasta que la próxima temporada de cría. Su llamada es una serie de fuertes gritos rápidos. No está amenazada y es común en casi todos los de su gama.

## Galería

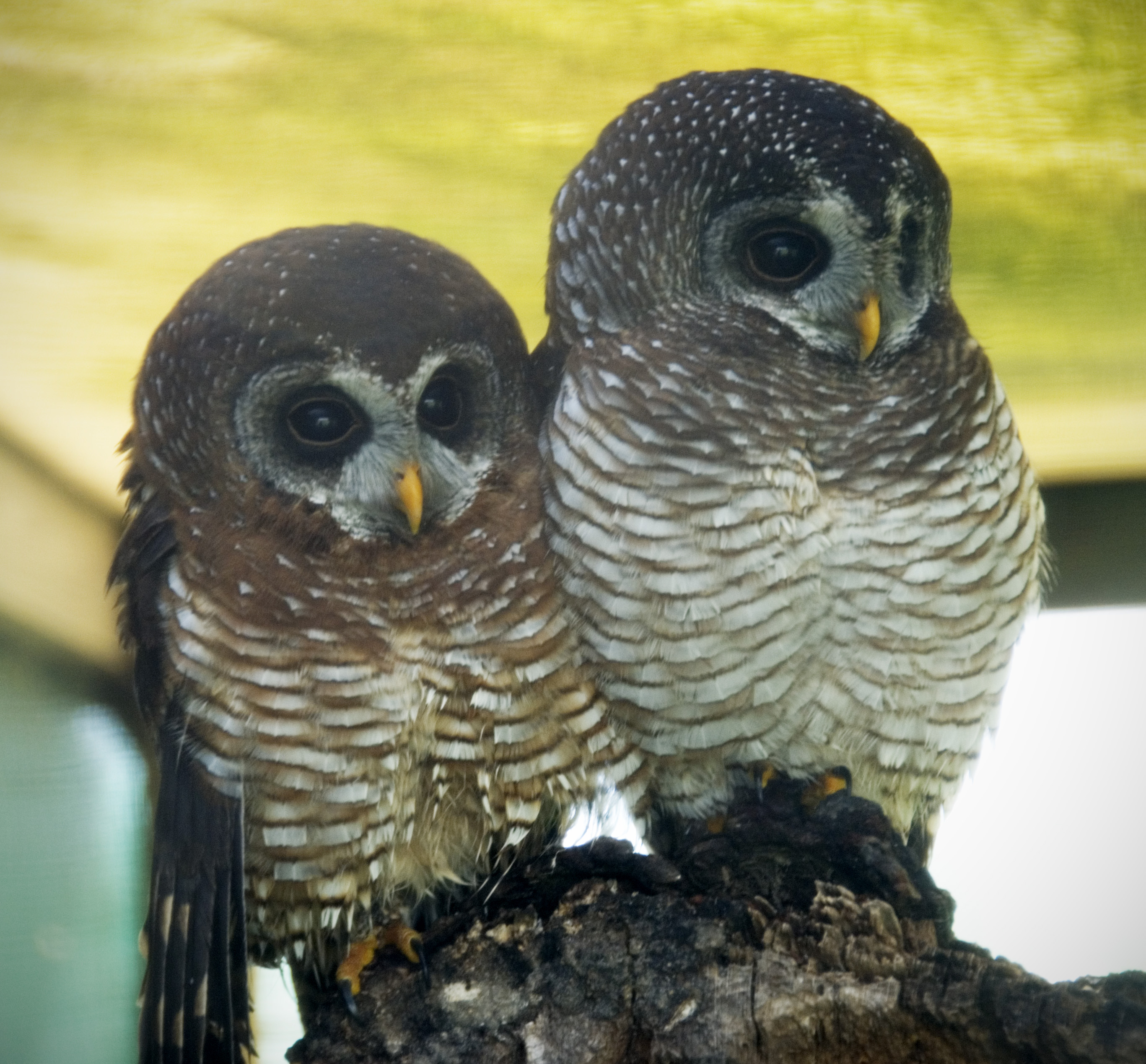
Un par de cárabos africanos
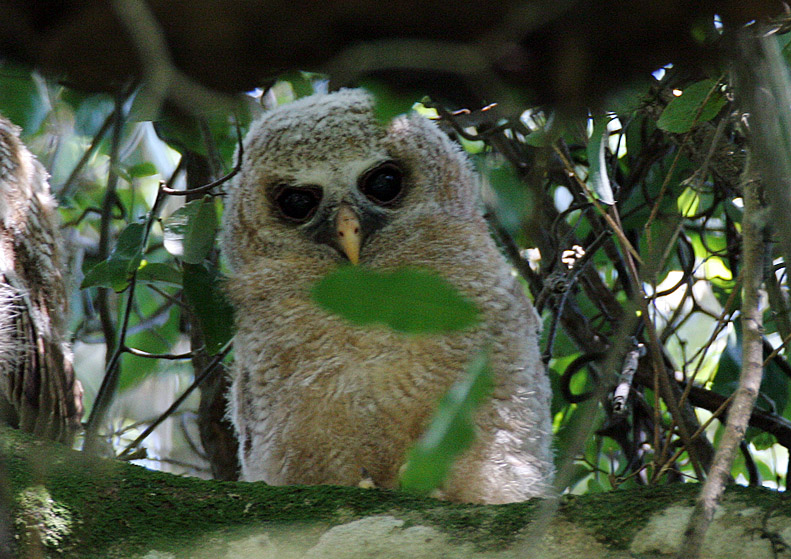
Un pollo joven de cárabo africano